# Chroicopterinae
Chroicopterinae – podrodzina modliszek z podrzędu Eumantodea i rodziny Chroicopteridae.

## Morfologia i zasięg
Modliszki osiągające co najwyżej przeciętne jak na przedstawicieli rzędu rozmiary. Skrzydła u samców są w pełni wykształcone, u samic zaś w różnym stopniu skrócone, nigdy jednak nie zanikają całkowicie jak to ma miejsce u pokrewnych Tarachinae. Tylko u nielicznych rodzajów stadia larwalne (nimfy) wykazują mimikrę względem mrówek (myrmekomorfię), natomiast u stadiów dorosłych mimikra ta nie występuje w ogóle.
Wszystkie gatunki zamieszkują wyłącznie w krainie etiopskiej.

## Taksonomia
Takson ten wprowadzony został przez Ermanna Giglio-Tosa w 1915 roku jako grupa pod nazwą Chroicopterae w obrębie podrodziny Amelinae wśród modliszkowatych. Anton Handrilsch w systemie z 1930 roku umieścił tę grupę w podrodzinie Mantinae. W systemie Reinharda Ehrmanna i Rogera Roya z 2002 roku podrodzina Chroicopterinae klasyfikowana była w obrębie modliszkowatych. W systemie Christiana J. Schwarza i Roya z 2019 roku Chroicopterinae wyróżnione zostały jako jedna z dwóch podrodzin w obrębie na nowo zdefiniowanych Chroicopteridae.
Do podrodziny należy 25 rodzajów, sklasyfikowanych w dwóch plemionach i czterech podplemionach:
- Bolbellini Schwarz et Roy, 2019
- Chroicopterini Giglio-Tos, 1915
  - Amphecostephanina Schwarz et Roy, 2019
  - Bisanthina Giglio-Tos, 1917
  - Chroicopterina Giglio-Tos, 1915
  - Dystactina Giglio-Tos, 1915